# Chrysochlamys glauca
Chrysochlamys glauca är en tvåhjärtbladig växtart som först beskrevs av Oerst., och fick sitt nu gällande namn av William Botting Hemsley. Chrysochlamys glauca ingår i släktet Chrysochlamys och familjen Clusiaceae. Inga underarter finns listade i Catalogue of Life.